# Johann Bernhard von Fünfkirchen

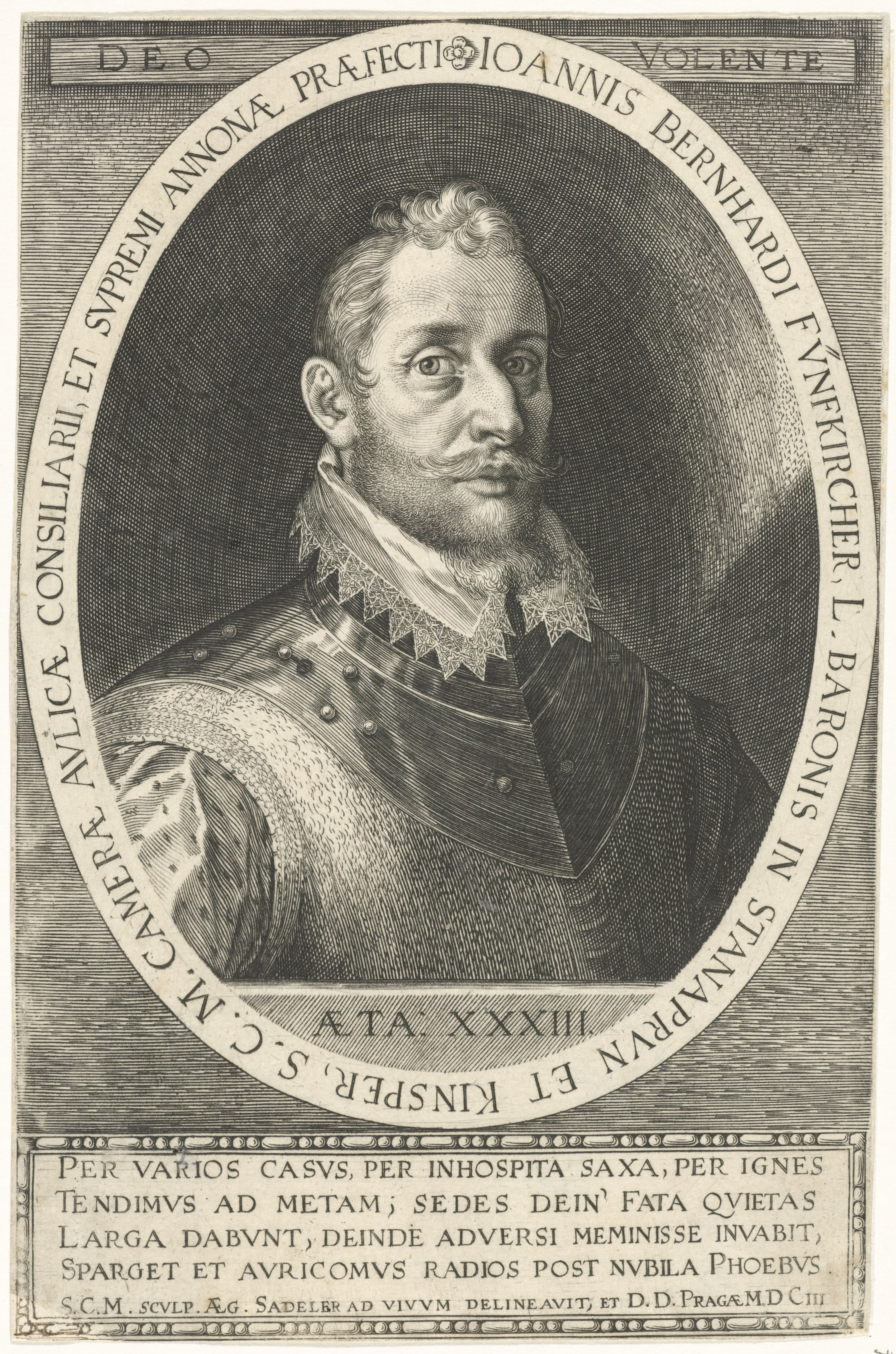
Johann Bernhard von Fünfkirchen 1603, Kupferstich von Aegidius Sadeler

Freiherr Johann Bernhard von Fünfkirchen (* 1561 in Wien; † 5. Oktober 1626/35 in Zbiroh, Festungshaft) war ein niederösterreichischer Adliger protestantischer Glaubens und eifriger Anhänger der Stände in ihrem Widerstand gegen den beginnenden Absolutismus der habsburgischen Landesherren.

## Leben
Johann Bernhard war der Sohn von Hans III von Fünfkirchen (* 1502, † 1571) und der Gräfin Borbála von Thurzo von Bethlenfalva (* Augsburg 1534, † 1597), Tochter des Bernhard I. Thurzo aus der reichen Handels- und Bergwerksfamilie Thurzo und Verwandten von Ulrich Fugger. Nach dem Tod seines Vaters kam er unter die Vormundschaft seines Onkels Bernhard von Thurzo. Hans III. von Fünfkirchen hatte bis zu seinem Tode die Pflegschaft der Burg Falkenstein inne, Maximilian II. gab das Lehen aber nicht an Johann Bernhard weiter, sondern verkaufte die landesfürstliche Herrschaft an die Trautson. Bernhard von Thurzo klagte für sein Mündel die Herausgabe von Falkenstein ein, der Prozess wurde erst 1590 von der Hofkammer zugunsten Paul Sixt III. von Trautson entschieden.
1597 verkaufte Johann Bernhard zahlreiche seiner Besitzungen, um einer drohenden Enteignung wegen seines Protestantentums zuvorzukommen und kaufte neue Ländereien in Böhmen und Schlesien. 1601 nahm er als Proviantmeister am Feldzug gegen die Türken teil.
1602 begann er mit dem Bau einer neuen Residenz, Schloss Fünfkirchen, ein Jahr darauf wurde Johann Bernhard von Kaiser Rudolf II. in den Freiherrenstand erhoben. Im Bruderzwist zwischen Rudolf II. und Matthias war Johann Bernhard ein Parteigänger des Kaisers und verweigerte Matthias 1608 die Huldigung als neuem Landesfürsten.
1616 überschrieb er seine gesamten niederösterreichischen Besitzungen und auch das neue Schloss an seine Gattin Barbara von Teuffenbach und ging nach Böhmen. Er unterstützte 1618 den Aufstand der böhmischen Stände gegen die katholischen Habsburger, der Überlieferung nach beteiligte er sich eigenhändig am zweiten Prager Fenstersturz.

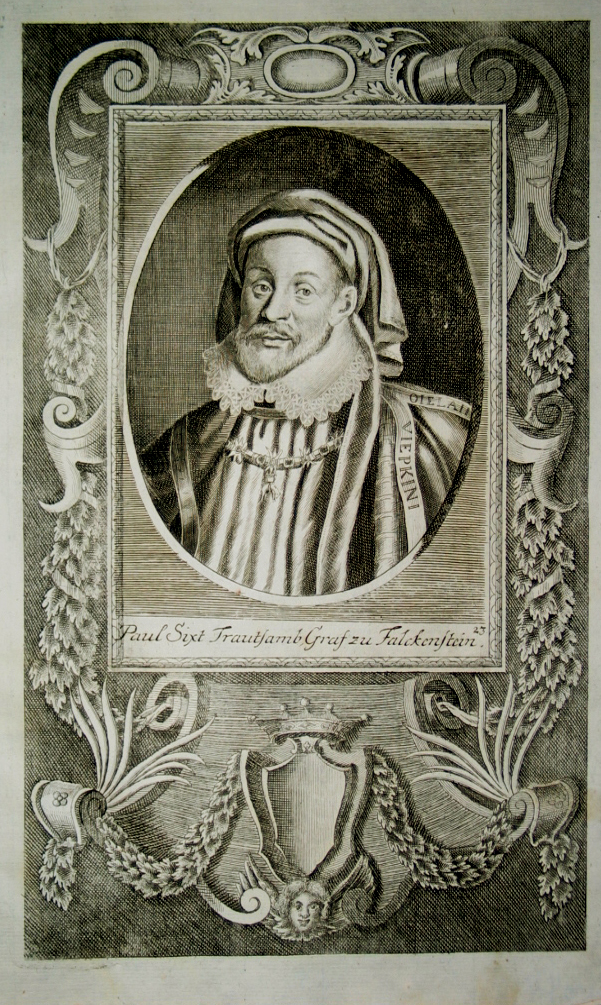
Paul Sixtus Trautson, Graf von Falkenstein und Gegner Johann Bernhards Fünfkirchen.
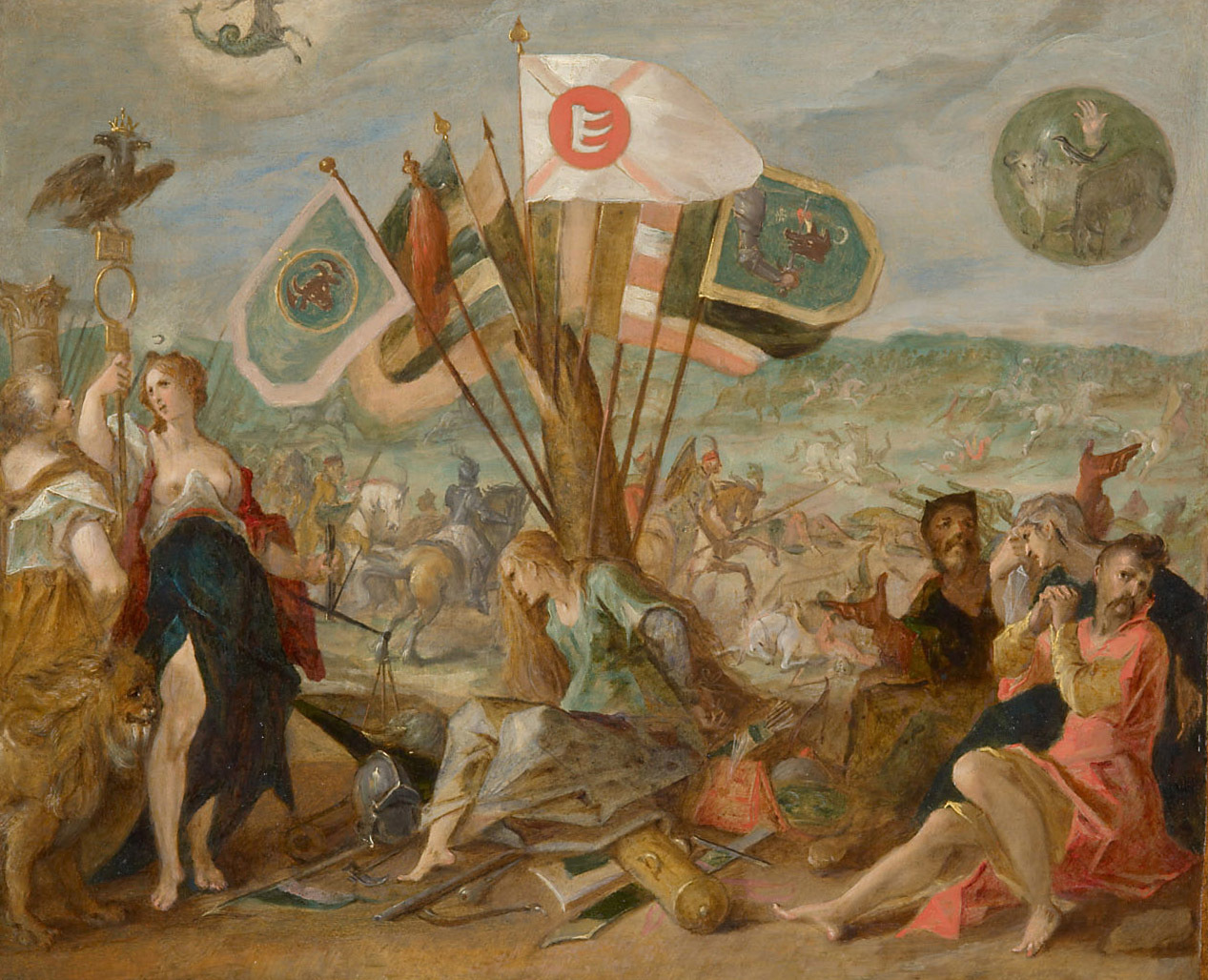
Allegorie auf die Schlacht bei Goroslau im Langen Türkenkrieg in dem Johann Bernhard als Proviantmeister diente.
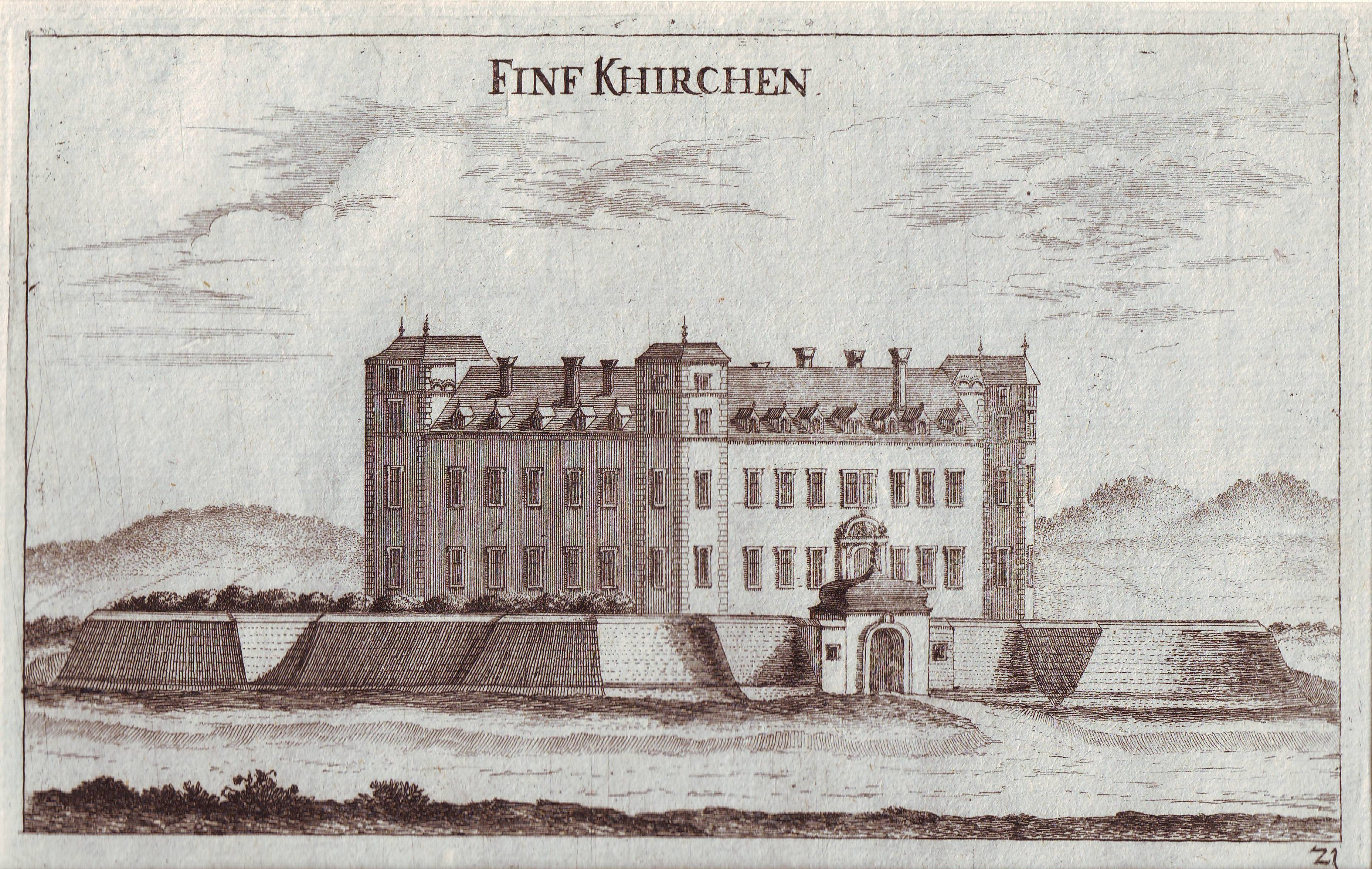
Schloss Fünfkirchen im 17. Jahrhundert, Kupferstich von Georg Matthäus Vischer
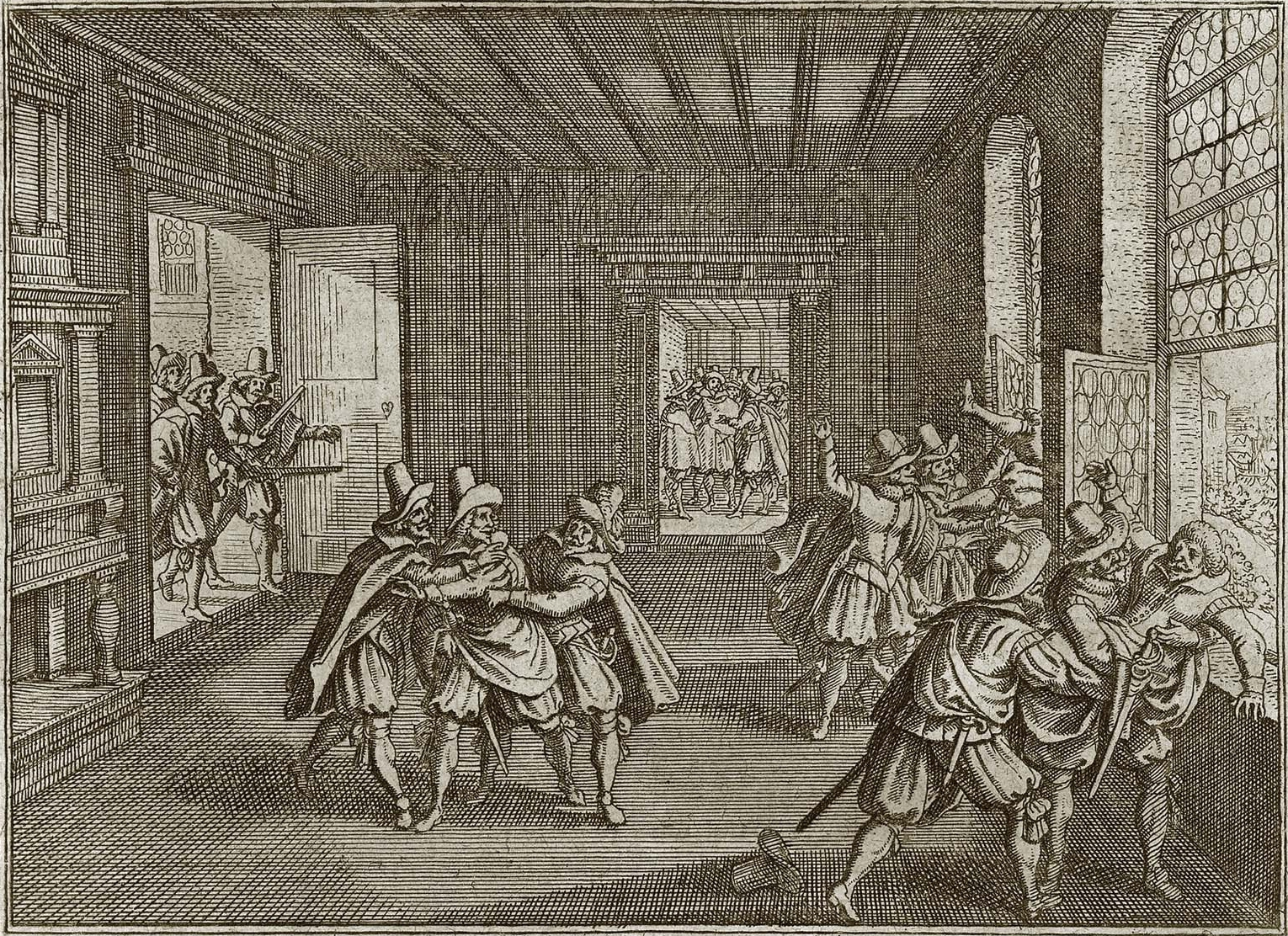
Am Prager Fenstersturz soll Johann Bernhard persönlich teilgenommen haben.
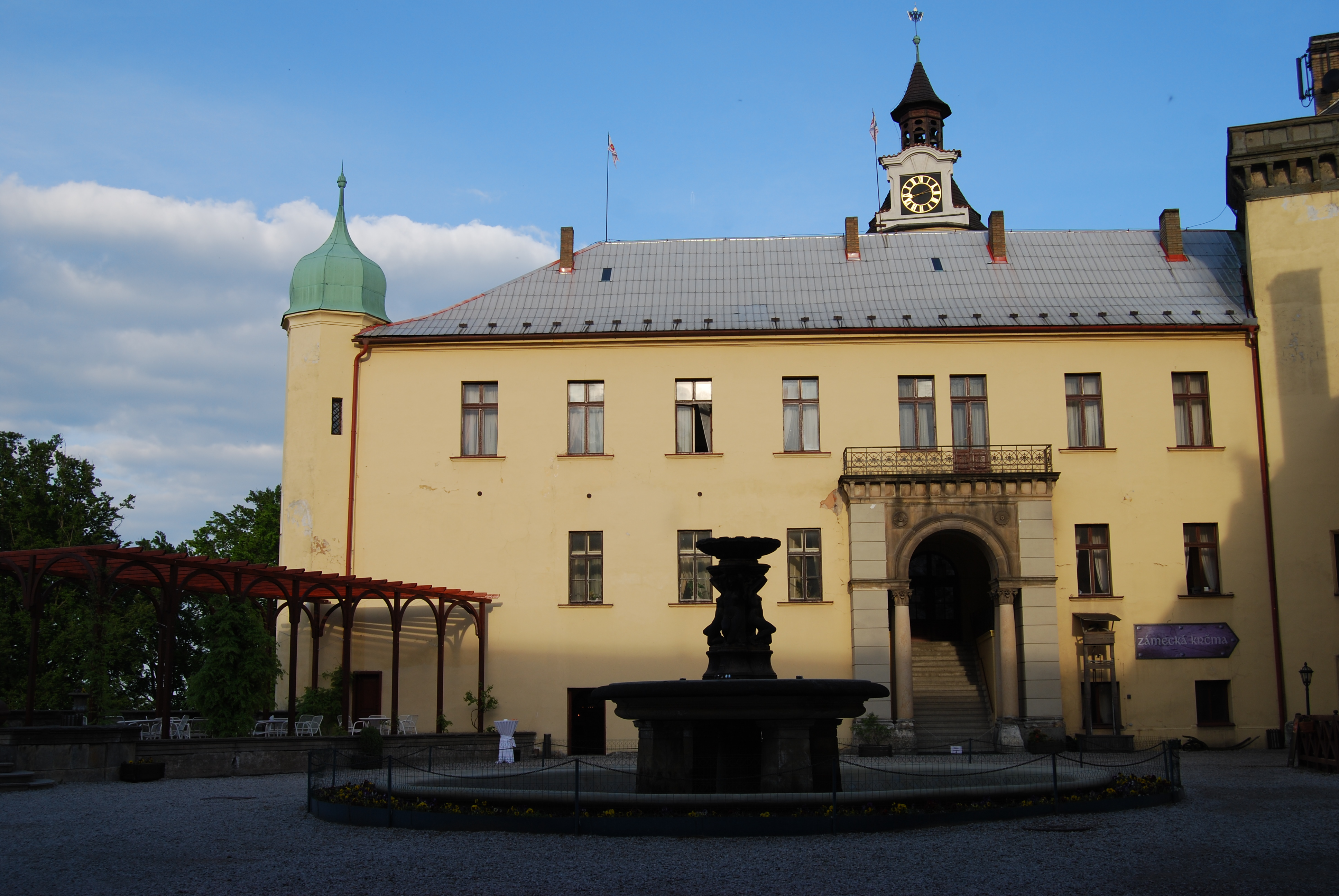
Burg Zbiroh bei Prag in der Johann Bernhard in Festungshaft verstorben sein soll.

## Verurteilung und Tod
Nach der Schlacht am Weißen Berg am 8. November 1620 wurde Johann Bernhard als Rebell geächtet, zum Tode verurteilt und seine Güter konfisziert. Auf Fürbitte des kaiserlichen Generals Rudolf von Teuffenbach, Johann Bernhards Schwager und nach dem Tod seiner Frau Barbara von Teuffenbach auch Vormund der gemeinsamen Kinder, wurde Johann Bernhard zu Festungshaft begnadigt und am 21. August 1621 auf  Burg Zbirof in Böhmen festgesetzt. Der eingezogene Besitz des Fünfkirchen, darunter auch das neue Schloss, fiel an die Fürsten Dietrichstein in Nikolsburg und an die Wilfersdorfer Liechtenstein.
Bezüglich seines Todesdatums gibt es Unklarheiten. In der Familienchronik von Heinrich Graf Fünfkirchen wird der 5. Oktober 1626 angegeben. Auf seinem Epitaph in der Kirche von Poysbrunn ist aber als Todestag der 5. Oktober 1635 vermerkt.

## Nachkommen
Johann Bernhard war mit Barbara Freiin von Teuffenbach († 23. Januar 1620), einer Schwester des Generals Rudolf von Tiefenbach verheiratet. Sie hatten 9 Kinder.
- Johann Christoph (* 1600, † 1629), trat zum katholischen Glauben über und kämpfte im Regiment Friedland unter Wallenstein. 1620, noch zu Lebzeiten seines Vaters, reichte er eine Eingabe zur Rückgabe der konfiszierten Güter bei Kaiser Ferdinand II. ein, die abgelehnt wurde. Er starb unvermählt und wurde in der Wiener Minoritenkirche beigesetzt.[8]
- Johann Sigismund, (* 1605, † 21. April 1650), vermählt mit Anna Polyxena Elisabeth Freiin von Schäffenberg (* Wien 31. August 1617, † Wien 15. Februar 1658). Von 1627 bis 1629 dient er in der Leibgarde des Prinzen Friedrich Heinrich von Oranien. Nach dem Tod seines Bruders Johann Christoph kehrt er nach Österreich zurück und konvertiert zum katholischen Glauben. Durch Vermittlung seines Onkels Rudolf von Tiefenbach (oder Teuffenbach) erhielt er 1647 die Familiengüter und das Stammschloss Steinebrunn zurück und verwandelt diese in ein Majorat, begraben in der Pfarrkirche Stützenhofen.
- Johann Rudolf († 1634) wurde Hauptmann unter Wallenstein und fiel 1634 in Sachsen. Er ist beigesetzt in der Kapelle von Burg Veveří[9]
- Johann Ernst († 1626) fiel 1626 als Fähnrich unter Wallenstein.
- Johann Andreas starb als Kind.
- Hans Karl (* 1613, † 1643/45)
- Maria Juliana
- Eva Justine
- Barbara Elisabeth

## Trivia

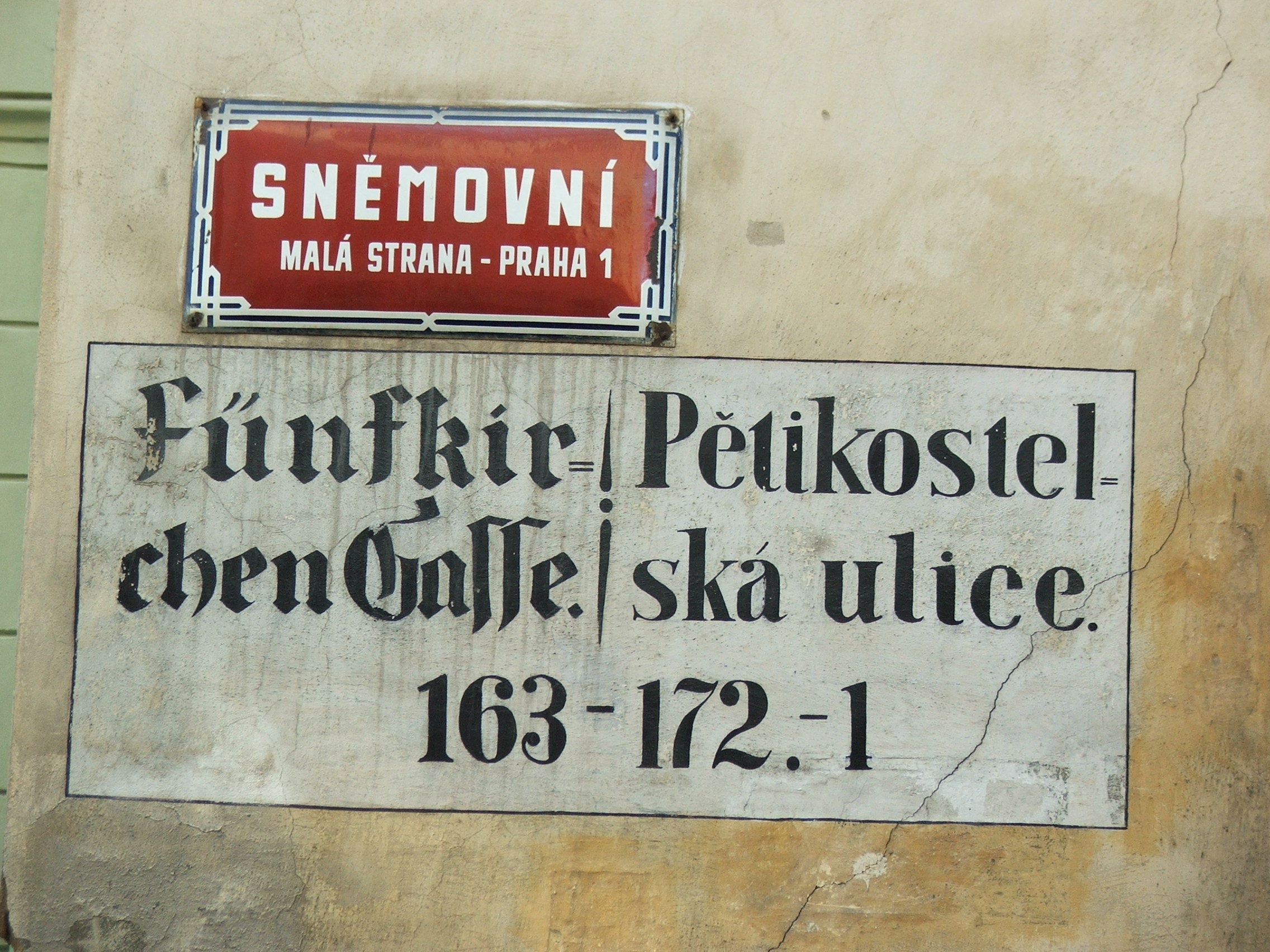
Fünfkirchen Gasse in der Prager Kleinseite

1611 erwarb Johann Bernhard von Fünfkirchen die Hoffmannschen Häuser in der Prager Kleinseite und vereinigte diese zu einem Palais. Nach der Schlacht am Weißen Berg wurde sein Vermögen eingezogen, das Prager Haus ging an die Familie des durch den Prager Fenstersturz bekannt gewordenen Grafen Wilhelm Slavata. Dessen Enkelin Katharina heiratete Johann Ernst von Fünfkirchen, den Enkel des am Fenstersturz beteiligten Johann Bernhard, das Prager Palais kam an die Familie zurück. Später wurde das Palais an die Familie Kolowrat verkauft, die dieses mit den Nachbargebäuden abrissen und durch das heute als Thunsches Palais bekannte Gebäude ersetzten. Die schmale Gasse, heute Sněmovní ulice genannt, hieß aber weiterhin Fünfkirchen Gasse. Am Gebäude Sněmovní ulice 172 hat sich der alte Name bis heute erhalten.